# Охокальенте (Агуаскальентес)
Охокальенте (исп. Ojocaliente) — небольшой город в центральной части Мексики, на территории штата Агуаскальентес. Входит в состав муниципалитета Кальвильо.

## Географическое положение
Охокальенте расположен на юго-западе штата, на правом берегу реки Кальвильо, на расстоянии приблизительно 33 километров к западу от города Агуаскальентес. Абсолютная высота — 1681 метр над уровнем моря.

## Население
Согласно данным, полученным в ходе проведения официальной переписи 2005 года, в городе проживало 6515 человек (3145 мужчин и 3370 женщин). Насчитывался 1561 дом. По возрастному диапазону население распределилось следующим образом: 40,1 % — жители младше 18 лет, 50 % — между 18 и 59 годами и 9,9 % — в возрасте 60 лет и старше. Уровень грамотности среди жителей старше 15 лет составлял 94,9 %.
По данным переписи 2010 года, численность населения Охокальенте составляла 6914 человек. Динамика численности населения города по годам:
| 2000 | 2005 | 2010 |
| ---- | ---- | ---- |
| 6105 | 6515 | 6914 |